# Camptomyces europaeus
Camptomyces europaeus är en svampart som beskrevs av W. Rossi & Cesari 1981. Camptomyces europaeus ingår i släktet Camptomyces och familjen Laboulbeniaceae.  Arten är reproducerande i Sverige. Inga underarter finns listade i Catalogue of Life.